# 里约热内卢地铁2号线
里约热内卢地铁2号线（葡萄牙語：Linha 2 do Metrô do Rio de Janeiro）是巴西里约热内卢的一条地铁线。
1981年11月，2号线通车。此时1号线已经运营2年。通车时只连接埃斯塔西奥站与新的车站圣基茨站和马拉卡纳站。